# Прибрежная провинция (Кения)
Прибрежная провинция (англ. Coast Province) — одна из восьми бывших провинций Кении, расположенная на юго-востоке Кении. На запад от неё находятся провинции Восточная провинция и Рифт-Валли, на север — провинция Северо-Восточная. На юге Прибрежной провинции проходит государственная граница Кении с Танзанией. На востоке её побережье омывается водами Индийского океана.
Площадь провинции составляет 82 893 км². Численность населения равна 3 325 307 человек (на 2009 год). Плотность населения — 40,12 чел./км².

## Население
В провинции проживают представители народов суахили, миджикенда и др.
Основная масса населения провинции мусульмане — 75 %, около 15 % — христиане, 10 % язычники.

## Города
Административный центр и главный город — Момбаса. Другие города провинции: Диани (туристический центр с песчаными пляжами), Малинди, Ламу (на архипелаге Ламу) и Ватаму (здесь находится единственный в Восточной Африке морской заповедник).

## Административное деление
В административном отношении Приморская провинция делится на 6 округов:
| № | Округа                      | Административный центр | Население, чел. (2009 г.) |
| - | --------------------------- | ---------------------- | ------------------------- |
| 1 | Килифи (Kilifi)             | Килифи                 | 1 109 735                 |
| 2 | Квале (Kwale)               | Квале                  | 649 931                   |
| 3 | Ламу (Lamu)                 | Ламу                   | 101 539                   |
| 4 | Момбаса (Mombasa)           | Момбаса                | 939 370                   |
| 5 | Таита-Тавета (Taita-Taveta) | Вунданий               | 284 657                   |
| 6 | Тана-Ривер (Tana River)     | Хола                   | 240 075                   |